# ريوكو شيرايشي
ريوكو شيرايشي (白石涼子 شيرايشي ريوكو) هي مؤدية أصوات يابانية ولدت في 9 سبتمبر 1982 في كاشيبا, نارا.

## أدوارها في الأنمي

### مسلسلات أنمي تلفزيونية
- زيتاي كارين تشيلدرين - أوي نوغامي
- هاياتي نو غوتوكو! - هاياتي أياساكي
- هاياتي نو غوتوكو!! - هاياتي أياساكي
- هاياتي نو غوتوكو! CAN'T TAKE MY EYES OFF YOU - هاياتي أياساكي
- هاياتي نو غوتوكو! Cuties - هاياتي أياساكي
- المعلم الساحر نيغيما! - كايدي ناغاسي
- نيغيما!؟ - كايدي ناغاسي
- ناتسو نو أراشي! - سايوكو أراشياما
- ناتسو نو أراشي! أكينايتشو - سايوكو أراشياما
- البدلة المتنقلة جاندام 00 - أنيو ريترنر
- المقيم الأبدي - تاتسو
- شاكوغان نو شانا - سوراث
- شاكوغان نو شانا II - سوراث
- جت باكرز - غينجي أمانو (أيام الطفولة)
- أسطول الزجاج - نوي
- نيان كوي! - كاناكو سوميوشي
- زان سايونارا زِتسبو سينسيه - تاني كيتسو
- بليتش - كيوكو هايدا
- كيكايشي - يوشيموري سوميمورا (أيام الطفولة), أوي شيناغاوا
- رغم كل ذلك، البلدة تدور - هاروي هاريبارا
- باكومان - هيميكو
- نيسيمونوغاتاري - يوزورو كاغينوي
- سلسلة مونوغاتاري الموسم الثاني - يوزورو كاغينوي
- تسوكيمونوغاتاري - يوزورو كاغينوي
- سورد آرت أونلاين - يوليير
- كيوسوغيغا - أون، كوراما (أيام الطفولة)
- كوبرا ذي أنيميشن - بوني
- إندماج الديجيمون - أنجي هينوموتو، تشيبيتورتومون، ميرفامون
- غوغوري! كوكوري-سان - كوكوري-سان الفتاة
- فافنر في السماء الزرقاء - رينا نيشيو
- فافنر في السماء الزرقاء EXODUS - رينا نيشيو
- حديقة سوزي: يوم برفقة ويتزي - بوف
- عشيقة (مؤقتة) - نوريكو كيريو
- ووركينغ!! - كازوي تاكاناشي
- ووركينغ'!! - كازوي تاكاناشي
- ووركينغ!!! - كازوي تاكاناشي
- ديث باريد - كوين
- تراياج X - سايو هيتسوغي
- سكيت دانس - هيمي أونيزوكا/هيميكو
- ناروتو شيبودن - فو، ماتاتابي
- بوروتو: ناروتو نكست جينيريشنز - تشوتشو أكيميتشي
- النمر المقنع W - كاثرين
- كادو و الجواب الصحيح - شيماكو يوري
- ري لايف - سوميري إينوكاي
- مطعم الأشباح - أكو أوزورا
- يوغي يو فراينس - هارو

### أنمي الإنترنت
- كويوميمونوغاتاري - يوزورو كاغينوي
- كارثة فتاة الزومبي - ماكو تاكاناشي

### أوفا أنمي
- المعلم الساحر نيغيما!: الربيع - كايدي ناغاسي
- المعلم الساحر نيغيما!: الصيف - كايدي ناغاسي
- المعلم الساحر نيغيما!: الجناح الأبيض ALA ALBA - كايدي ناغاسي
- المعلم الساحر نيغيما!: عالم آخر - كايدي ناغاسي
- إير جير: الأجنحة السوداء و غابة النوم Break on the sky - أكيتو وانيجيما، أغيتو

### أفلام أنمي
- فيلم البدلة المتنقلة جاندام 00: أ ويكينينغ أوف ذا تريلبليزر - سكرتيرة صحفية
- سلسلة أفلام بريك بليد
  - بريك بليد: الفصل الرابع «أرض الكارثة» - نيكي
  - بريك بليد: الفصل الخامس «أفق الموت» - نيكي
  - بريك بليد: الفصل السادس «حصن الحزن» - نيكي
- سلسلة أفلام توا نو كوؤن
  - توا نو كوؤن: الفصل الأول «البتلة الرغوية» - يوري
  - توا نو كوؤن: الفصل الثاني «رقصة الفوضى» - يوري
  - توا نو كوؤن: الفصل الثالث «عقوبة الأوهام» - يوري
  - توا نو كوؤن: الفصل الرابع «القلق القرمزي» - يوري
  - توا نو كوؤن: الفصل الخامس «عودة القاهر» - يوري
  - توا نو كوؤن: الفصل السادس «الأبد الأبدي» - يوري
- فافنر في السماء الزرقاء HEAVEN AND EARTH - رينا نيشيو
- هاياتي نو غوتوكو! HEAVEN IS A PLACE ON EARTH - هاياتي أياساكي

## أدوارها في ألعاب الفيديو
- سونيك أنليشد - شيب
- سلسلة ألعاب تيكن
  - تيكن 5 - أسكا كازاما
  - تيكن 6 - أسكا كازاما
  - تيكن تاغ تورنمنت 2 - أسكا كازاما
- تيلز أوف ليجنديا - جاي
- تيلز أوف إكسيليا - سيلف
- غود إيتر بورست - رين
- نير - ديفولا، بوبولا
- جوجوز بيزار أدفنتشر: أول ستار باتل - فو فايترز
- جوجوز بيزار أدفنتشر: آيز أوف هيفن - فو فايترز
- عشيقة (مؤقتة) - نوريكو كيريو
- ناروتو شيبودن: ألتيميت نينجا ستورم ريفولوشن - فو
- ناروتو شيبودن: ألتيميت نينجا ستورم 4 - فو
- جاي-ستارز فيكتوري فيرسيس - هيميكو
- بليد آركوس فروم شاينينغ - أورايوكيهيمي

## أدوارها في الدبلجة اليابانية
- هانا مونتانا - مايلي ستيوارت/هانا مونتانا
- جيمي نيوترون: الفتى العبقري - جيمي نيوترون
- خمسون درجة من جراي - أناستازيا «آنا» ستيل

## وصلات خارجية
- ريوكو شيرايشي على موقع IMDb (الإنجليزية)
- ريوكو شيرايشي على موقع ميوزك برينز (الإنجليزية)
- ريوكو شيرايشي على موقع قاعدة بيانات الفيلم (الإنجليزية)
- ريوكو شيرايشي على موقع ANN person (الإنجليزية)